# Chopin (krater merkuriański)
Chopin – krater uderzeniowy na powierzchni Merkurego, położony na 65,4° szerokości południowej i na 123,4° długości zachodniej, o średnicy 130 km. Międzynarodowa Unia Astronomiczna nadała tę nazwę na cześć polskiego pianisty i kompozytora Fryderyka Chopina (1810–1849).